# TACAM T-60驅逐戰車
TACAM T-60（羅馬尼亞語：Tun Anticar pe Afet Mobil，意為自走反坦克砲）是羅馬尼亞於第二次世界大戰中使用的驅逐坦克，以繳獲的蘇聯輕型坦克T-60底盤與76公釐M1936野戰炮結合而成，還有一個三面環繞的戰鬥艙保護主砲與乘員。共有34輛於1943年生產完成，它們被投入到雅西-奇西瑙攻勢與布達佩斯攻勢中使用。

## 發展
到了1942年12月，很明顯地，羅馬尼亞沒有任何武器能對付蘇聯的中型與重型坦克，而且短期內不可能得到德國的任何支援。羅馬尼亞在戰爭中繳獲了相當數量的蘇聯中坦克與野戰砲，因此計畫將兩者結合起來，製造出驅逐坦克，仿造德國黃鼠狼II的作法。羅馬尼亞軍方選中了T-60輕型坦克，因為它是極為脆弱的羅馬尼亞工業所能負荷維修工程的少數坦克，還有它的引擎—Dodge-Derotto-Fargo F.H.2為德國與羅馬尼亞皆有授權，能夠自行生產使用。羅馬尼亞軍還將擄獲的76公釐M1936野戰炮野戰砲從砲架上取出，裝在新造的底座，並移到已經去除砲塔的T-60上。該車的戰鬥艙材料取自被俘的蘇聯坦克裝甲板，還將車體的懸吊系統強化以承受更多重量。負責設計的里歐尼達公司於1943年1月19日完成了原型車。

## 概述
TACAM T-60為M1936野戰炮與去除砲塔的T-60輕型坦克底盤結合而成。該砲的原本砲架被去除，加裝新的底座以適應其坦克底盤。其砲架機械被修改為適合羅馬尼亞制式裝備的形式，還另外增加了後座力防護裝置以保護砲手。該砲由三面環繞的裝甲保護，還有前方固定的15公釐砲盾。該車砲盾的裝甲取自於同樣是繳獲的蘇聯軍備—BT-7騎兵坦克。該砲可左右移動32度、仰角8度和俯角5度。共可載有44發主砲彈藥。該車底盤也被修改過，包括裝載引擎遮罩以提高冷卻效率和修改車體內部空間來裝載更多彈藥。由於主砲額外的重量，該車也修改了懸吊裝置，包括更堅固的扭力桿和新式陸輪；還額外增加了主砲開火時煞住車輪的裝置。車體裝甲約15到35公釐厚。該車能橫越1.3公尺寬的壕溝、爬過0.5公尺的障礙和渡過0.6公尺深的河流。

## 服役歷史
在1943年結束前，里歐尼達於布加勒斯特共生產了34輛TACAM T-60。其中16輛被配給了羅馬尼亞第1裝甲團的第61自走反坦克連，另外18輛則交給了第62自走反坦克連和第2裝甲團。羅馬尼亞軍於1944年2月24日將第1裝甲師與其中兩個連的14輛TACAM T-60特別編制成了坎特米爾裝甲軍團（Cantemir Armored Group）來恢復對北方的德涅斯特河沿岸摩尔达维亚共和国的防禦。它們最後仍被編回第1裝甲師，並在蘇聯發起的雅西-奇西瑙攻勢與該國交戰。
在羅馬尼亞於1944年8月倒戈後，沒有確切的資料可查到這些車輛的下落，但似乎是蘇聯在10月時將其全部接收。

## 資料來源
1. ↑  Axworthy, pp. 221-23
2. ↑  Axworthy, pp. 222-23
3. ↑  Axworthy, p. 223
4. ↑  Axworthy, p. 156
5. ↑  Axworthy, p. 164
6. ↑  .   [2009-05-22]. （原始内容存档于2012-01-23）.